# 日本の漫画作品一覧 ら行
あ行 |
か行 |
さ行 |
た行 |
な行 |
は行 |
ま行 |
や行 |
ら行 |
わ行 |
読切 |
日本の漫画作品一覧 ら行（にほんのまんがさくひんいちらん らぎょう）は、日本の漫画作品のうち、ら行に分類される作品の一覧である。

## ら
- ラーメン王子（阿部潤、コミックチャージ）
- ラーメン大好き小泉さん（鳴見なる、まんがライフSTORIA）
- ラーメンの鳥 パコちゃん（天蓬元帥、月刊コミックラッシュ）
- ラーメン発見伝（久部緑郎、河合単、ビッグコミックスペリオール）
- LIAR GAME（甲斐谷忍、週刊ヤングジャンプ）
- ライオンハート（ゆでたまご、月刊少年ガンガン）
- 雷火（原作：寺島優、作画：藤原カムイ、月刊コミックバーガー）
- らいか・デイズ（むんこ、まんがホーム、まんがタイムオリジナル）
- 雷神〜RISING〜（真船一雄、週刊少年マガジン）
- ライジング!（藤田和子、週刊少女コミック）
- ライジングインパクト（鈴木央、週刊少年ジャンプ）
- ライスショルダー（なかいま強、モーニング）
- 来世は他人がいい（小西明日翔、月刊アフタヌーン）
- ライチ☆光クラブ（古屋兎丸、マンガ・エロティクスF）
- RIDEBACK（カサハラテツロー、月刊IKKI）
- ライドンキング（馬場康誌、月刊少年シリウス）
- ライフ（すえのぶけいこ、別冊フレンド）
- 生存（原作：福本伸行、作画：かわぐちかいじ、ヤングマガジンアッパーズ）
- LIVE（梅澤春人、週刊少年ジャンプ）
- ライブオン CARDLIVER 翔（原作：吉川兆二、作画：あいやーぼーる、月刊コミックブンブン）
- ライフル・イズ・ビューティフル（サルミアッキ、となりのヤングジャンプ）
- ライン（小手川ゆあ、月刊少年エース）
- ライカンスロープ冒険保険（西義之、週刊ヤングジャンプ）
- ラヴァーズ・キス（吉田秋生、別冊少女コミック）
- ラヴ・バズ（志村貴子、ヤングキングアワーズ）
- 裸眼でGO!（吉田美紀子、まんがライフMOMO等）
- ラキア（原作：矢島正雄、作画：Boichi、モーニング）
- らき☆すた（美水かがみ、コンプティーク）
- LA QUINTA CAMERA 〜5番目の部屋〜（オノ・ナツメ、COMIC SEED!）
- ラグーンエンジン（杉崎ゆきる、月刊ASUKA）
- 楽園★キッズ（こはら裕子、ちゃお）
- 楽園通信社綺談（佐藤明機、コミックマスター）
- 楽園ルウト（槻宮杏、LaLa DX）
- 楽勝!ハイパードール（伊藤伸平、月刊少年キャプテン）
- 落第忍者乱太郎（尼子騒兵衛、朝日小学生新聞）
- らくてんパパ（植田まさし、週刊現代）
- ラグナロクオンライン アコさんに気をつけろ!（みずきひとし、ラグナロクオンライン4コマKINGDOM）
- ラグナロクオンライン 今日はなにする?（川本祐太郎、ラグナロクオンライン4コマKINGDOM）
- ラグナロクオンライン それいけ冒険者たち!（成原とんみ、ラグナロクオンライン4コマKINGDOM）
- ラグナロクオンライン メルマガ4コマ劇場（雄一郎、ラグナロクオンライン公式メールマガジン「プロンテラスクエア」）
- ラグナロック・ガイ（岡崎つぐお、週刊少年サンデー）
- ラグナロックシティ（うるし原智志、月刊コミックNORA）
- RADIATA STORIES The Epic of JACK（藤川祐華、月刊Gファンタジー）
- RADIATA STORIES The Song of RIDLEY（宮条カルナ、月刊ガンガンWING）
- ラジエーションハウス（原作：横幕智裕、作画：モリタイシ、グランドジャンプ）
- ラジオでGO!（なぐも。、まんがタイムきららキャラット）
- ラジコンボーイ（大林かおる、月刊コロコロコミック）
- ラシャーヌ!（魔夜峰央）
- ラジヲマン（あさりよしとお、グリフォン）
- ラストイニング（原作：神尾龍、監修：加藤潔、作画：中原裕、ビッグコミックスピリッツ）
- ラストゲーム（天乃忍、LaLa）
- ラストジェンダー 〜何者でもない私たち〜（多喜れい、イブニング→コミックDAYS）
- Rust Blaster （枢やな、Gファンタジー）
- ラストマン（江川達也、週刊ヤングマガジン）
- LASTMAN（二宮裕次、週刊少年マガジン）
- ラズ・メリディアン（結賀さとる、月刊プリンセス）
- 落下傘ナース（厘のミキ、ARIA）
- 落花流水（真田一輝、まんがタイムきららMAX）
- 幸運男子 -ラッキーくん-（高口里純）
- ラッキー嬢ちゃんのあたらしい仕事（高野文子、プチフラワー）
- ラッキーナイトカスタードくん（渡辺道明、プレコミックブンブン）
- 辣韮の皮〜萌えろ!杜の宮高校漫画研究部〜（阿部川キネコ、コミックガム）
- Luck Stealer（かずはじめ、赤マルジャンプ→ジャンプ the REVOLUTION!→ジャンプスクエア）
- RACK-13係の残酷器械-（荊木吠人、月刊コミックジーン）
- RASH!!（北条司、週刊少年ジャンプ）
- RATMAN（犬威赤彦、月刊少年エース）
- 乱破S.S.（椎名高志、週刊少年サンデー増刊号）
- 乱飛乱外（田中ほさな、月刊少年シリウス）
- ラディカル・ホスピタル（ひらのあゆ、まんがタイムなど）
- ラバーズ7（犬上すくね、月刊サンデーGENE-X）
- ラフ（あだち充、週刊少年サンデー）
- "LOVe"（石渡治、週刊少年サンデー）
- ラブ★コン（中原アヤ、別冊マーガレット）
- ラブシック（モリエサトシ、花とゆめ）
- ラブスイーツ プチモン・コレクション（小鳩まり、プレコミックブンブン）
- LOVE STAGE!!（影木栄貴×蔵王大志、CIEL）
- ラブセレブ（新條まゆ、少女コミック）
- LOVE SO LIFE（こうち楓、花とゆめ）
- ラブ・ゾンビ（山崎さやか、ヤングサンデー増刊「大漫王」）
- ラブデスター（榊健滋、少年ジャンプ+）
- ラブぱに（八神千歳、ちゃおデラックス）
- ラブひな（赤松健、週刊少年マガジン）
- ラブファントム（みつきかこ、プチコミック）
- ラブ・ベリッシュ!（春田なな、りぼん）
- ラブ♥ぽっ!（森見明日、ヤングキング）
- ラブホリック（宮川匡代、コーラス・別冊コーラス）
- LOVE MY LIFE（やまじえびね、FEEL YOUNG）
- LOVE ME DO（新条るる、まんがタイムきらら）
- ラブ・モンスター（宮城理子、マーガレット）
- ラブやん（田丸浩史、月刊アフタヌーン）
- ラブラッシュ!［山本亮平、週刊少年ジャンプ）
- ラブラブエイリアン（岡村星、別冊漫画ゴラク、ゴラクエッグ）
- らぶらぶルールブック（松井雪子、FEEL YOUNG）
- 恋愛ラボ（宮原るり、まんがホーム・コミックエール!）
- らぶりー・デコレーション!!（五十嵐かおる、ちゃお）
- らぶりん☆アイスクリーム（水瀬いつる、ちゃお）
- ラブルートゼロ（原案・監修：加藤千穂美、作画：津々巳あや、マンガwalker）
- LOVELESS（高河ゆん）
- ラブロマ（とよ田みのる、月刊アフタヌーン）
- ランウェイで笑って（猪ノ谷言葉、週刊少年マガジン）
- ランダム・ウォーク（吉住渉、りぼん）
- RUN day BURST（長田悠幸、月刊少年ガンガン）
- Landreaall（おがきちか、コミックZERO－SUM）
- ランブルフィッシュ（山本隆一郎、週刊少年マガジン）
- らんぽう（内崎まさとし、週刊少年チャンピオン）
- らんま1/2（高橋留美子、週刊少年サンデー）

## り
- リアル（井上雄彦、週刊ヤングジャンプ）
- リアルアカウント（原作：オクショウ、漫画：渡辺静、別冊少年マガジン→週刊少年マガジン）
- Real Clothes（槇村さとる、YOU）
- REALPG（堂本裕貴、 ガンガンONLINE）
- リアル風俗嬢日記（Ω子、めちゃコミック）
- りあるる（みづきたけひと、ビジュアルスタイル）
- Leader's High!（神堂あらし、月刊少年ブラッド・FlexComixブラッド）
- リーツェンの桜（原作：舘澤貢次、作画：かどたひろし、A-ZERO）
- リーマンギャンブラーマウス（高橋のぼる、モーニング）
- リヴァイアサン（原作：大塚英志、作画：衣谷遊、月刊電撃コミックガオ!）
- リエゾン -こどものこころ診療所-（原作：竹村優作、作画：ヨンチャン、モーニング）
- リカ（宮野ともちか、ヤングアニマル嵐）
- 力王（原作：鷹匠政彦、作画：猿渡哲也、ビジネスジャンプ）
- 陸軍中野予備校（安永航一郎、週刊少年サンデー）
- 陸上防衛隊まおちゃん（原作：赤松健、作画：RAN、マガジンSPECIAL）
- リクドウ（松田利光、週刊ヤングジャンプ）
- リコーダーとランドセル（東屋めめ、まんがくらぶオリジナル）
- 離婚同居（柏屋コッコ、週刊コミックバンチ）
- 離婚予定日（粕谷紀子、YOU）
- RISKY〜復讐は罪の味〜（たちばな梓、G☆Girls）
- リストラマン太郎（たかもちげん、漫画アクション）
- リストランテ・パラディーゾ（オノ・ナツメ、マンガ・エロティクスF）
- リズミカル☆スタイル（葵みちる、ちゃお）
- リセットマン（栗原正尚、BJ魂）
- リセット・ゲーム（吉開寛二、GANMA!）
- りぜるまいん（スギサキユキル）
- 理想雀士ドトッパー（片山まさゆき、週刊ヤングマガジン）
- 理想のオトコ（チカ、LINEマンガ）
- リッチ警官 キャッシュ!（黒田さくや、月刊コロコロコミック）
- Lip☆（大野安之、コミックWOO）
- 打撃王 凛（佐野隆、月刊少年マガジン・マガジンGREAT）
- リトル巨人くん（内山まもる、月刊コロコロコミックなど）
- リバーエンド・カフェ（たなか亜希夫、漫画アクション）
- リバース×リバース（天乃忍、LaLa）
- LICHT-リヒト-（明、GANMA!）
- リビドーハンタータケル（丈山雄為、ジャンプSQ.19）
- りびんぐゲーム（星里もちる、ビッグコミックスピリッツ）
- リビングの松永さん（岩下慶子、デザート）
- りぶねす（堂本裕貴、マガジンSPECIAL）
- リプレイJ（原案：ケン・クリムウッド、作画：今泉伸二、週刊コミックバンチ）
- リベロ革命!!（田中モトユキ、週刊少年サンデー）
- リボーンの棋士（鍋倉夫、ビッグコミックスピリッツ）
- リボンの騎士（手塚治虫、少女クラブなど）
- リメークの宴（井出知香恵、FEEL YOUNG）
- リモート（原作：天樹征丸、作画：こしばてつや、ヤングマガジン）
- 龍王魔法陣（藤井みほな、りぼん）
- 龍三郎シリーズ（田村由美、デラックス別冊少女コミック）
- 流星機ガクセイバー（厦門潤、コミックガンマ）
- 龍と苺（柳本光晴、週刊少年サンデー）
- 竜と勇者と配達人（グレゴリウス山田、となりのヤングジャンプ）
- 龍の花わずらい（草川為、LaLa）
- 竜は黄昏の夢をみる（姫川明月、月刊コミックジーン）
- RYU FINAL（中平正彦、ゲーメスト）
- 龍狼伝（山原義人、月刊少年マガジン）
- リュオン（佐々木淳子、マガジンZERO）
- リョウ（上田倫子、マーガレット）
- RYOKO（三ツ橋快人、週刊少年サンデー）
- 陵子の心霊事件簿（篠原千絵、ちゃお）
- 料して候（原作：荒仁、作画：神田たけ志、漫画ゴラクネクスター）
- りりあ01（緒々田みの虫、Namaikiッ!）
- リリカル忍伝すっぱだもん!（柏木志保、なかよし）
- りりむキッス（河下水希、週刊少年ジャンプ）
- RIN（新井英樹、週刊ヤングマガジン・別冊ヤングマガジン）
- 臨機応変マン（ガモウひろし、フレッシュジャンプ）
- RING（島袋光年、スーパージャンプ）
- リングにかけろ（車田正美、週刊少年ジャンプ）
- リングにかけろ2（車田正美、スーパージャンプ）
- 凛子さんはシてみたい（藤田みお、めちゃコミックオリジナル）
- 林檎と蜂蜜（宮川匡代、Cookie BOX）
- りんごの星時間（竹田真理子、なかよし）
- 臨死!!江古田ちゃん（瀧波ユカリ、月刊アフタヌーン）
- RIN-JIN（日高万里、花とゆめ）
- 隣人13号（井上三太、コミック・スコラ）
- 隣人を妹せよ!（森乃葉りふ、まんが4コマぱれっと）
- 凛としてカレンな花のように（ヒロアキ、コミック百合姫）

## る
- ルー=ガルー 忌避すべき狼（原作：京極夏彦、作画：樋口彰彦、月刊COMCリュウ）
- ROOKIES（森田まさのり、週刊少年ジャンプ）
- ルーキー野球団・東北楽天ゴールデンイーグルス物語（原作：会津泰成、作画：飯星シンヤ、週刊ヤングジャンプ）
- ルーズリーフ（持田あき、りぼん）
- ルードヴィッヒ革命（由貴香織里、別冊花とゆめ）
- ルードウィヒ・B（手塚治虫、コミックトム）
- ルーとソロモン（三原順、LaLa）
- ルート225（原作：藤野千夜、作画：志村貴子、月刊少年シリウス）
- ROOTねこねこ（小野敏洋、電撃帝王）
- ルートパラダイス（久米田康治、ヤングサンデー）
- るきさん（高野文子、Hanako）
- るくるく（あさりよしとお、月刊アフタヌーン）
- ルサルカは還らない（御厨さと美、MANGAオールマン）
- ルサンチマン（花沢健吾、ビッグコミックスピリッツ）
- 瑠東さんには敵いません!（相崎うたう、まんがタイムきららMAX）
- ルナハイツ（星里もちる、ビッグコミックスペリオール）
- LUNO（冬目景、月刊少年ガンガン）
- ルパン三世（モンキー・パンチ、週刊漫画アクション）
- ルパン三世M（原作：モンキー・パンチ、作画：深山雪男、ストーリー監修：飯岡順一）
- ルパン三世 (Shusay版)（原作・監修：モンキー・パンチ、脚本：高口里純、作画：Shusay）
- ルパン三世Y（原作・監修：モンキー・パンチ、作画：山上正月）
- ルミナス＝ブルー（岩見樹代子、コミック百合姫）
- ルリアーにゃ!!（いちい達成、月刊少年シリウス）
- ルリカ発進!（ひらのあゆ、まんがタイムナチュラル）
- 流狼の旅（啄木鳥しんき、月刊コミックRUSH）
- るろうに剣心 -明治剣客浪漫譚-（和月伸宏、週刊少年ジャンプ）
- ルンナ姫放浪記（横山えいじ、S-Fマガジン）

## れ
- RAY（吉富昭仁、チャンピオンRED）
- 0からはじめましょう（ととねみぎ、まんがタイムきららMAX）
- 冷食捜査官（とり・みき）
- 冷蔵庫探偵（原作：遠藤彩見、作画：佐藤いづみ、月刊コミックゼノン）
- RAISE（新谷かおる、月刊ヤングキングアワーズ）
- 霊長類最強伝説 ゴリ夫（刃森尊、週刊少年マガジン）
- レイとルリのスイートライフ（こいずみまり、まんがくらぶオリジナル）
- レイニー通りの虹（ふくやまけいこ、コミック・モエ）
- 霊能力者 小田霧響子の嘘（甲斐谷忍、ビジネスジャンプ）
- RAVE（真島ヒロ、週刊少年マガジン）
- Rape+2πr（天王寺きつね、フランス書院コミック文庫）
- RAVEN（結城二十六、白夜書房）
- 黎明のアルカナ（藤間麗、Cheese!）
- レイモンド（田丸浩史、月刊ドラゴンエイジ）
- 零落（浅野いにお、週刊ビッグコミックスペリオール）
- レインボー戦隊ロビン（風田朗とスタジオ・ゼロ、週刊少年マガジン）
- RAINBOW-二舎六房の七人-（原作：安部譲二、作画：柿崎正澄、週刊ヤングサンデー）
- レヴァリアース（夜麻みゆき、月刊Gファンタジー）
- レース鳩0777（飯森広一、週刊少年チャンピオン）
- Wrestling with もも子（徳弘正也、週刊少年ジャンプ）
- LEO the GOLD（石波昌英、月刊少年ジャンプ）
- レガッタ〜君といた永遠〜（原秀則、週刊ヤングサンデー）
- 歴史劇画 大宰相（さいとう・たかを）
- REGGIE（原作：GUY JEANS、作画：ヒラマツミノル、モーニング）
- レジェンズ（原作平井隣、作画：春野まこと、月刊少年ジャンプ）
- レストアガレージ251車屋夢次郎（次原隆二、週刊コミックバンチ）
- 烈火の炎（安西信行、週刊少年サンデー）
- REC（花見沢Q太郎、月刊サンデーGX）
- Let's豪徳寺!（庄司陽子、BE・LOVE）
- LET'S ぬぷぬぷっ（三ツ森あきら、週刊少年マガジン）
- レッツ バリボー!（小坂理絵、なかよし）
- レッツラゴン（赤塚不二夫、週刊少年サンデー）
- RED（村枝賢一、ヤングマガジンアッパーズ、週刊ヤングマガジン）
- redEyes（神堂潤、マガジンGREAT）
- レッドスプライト（屋宜知宏、週刊少年ジャンプ）
- レッドフード（川口勇貴、週刊少年ジャンプ）
- レディ!!（英洋子、ひとみ）
- LADY COOL（許斐剛、ジャンプLIVE）
- L16（東屋めめ、まんがタイムオリジナル）
- レディー・マスカレード（さいとうちほ、プチコミック）
- レディ・マニッシュ（深井結己、恋愛白書スタート!）
- Lady Midnight（和田慎二、ミステリーボニータ）
- レニフィルの冒険（石田和明、月刊少年ギャグ王）
- レネゲイド（中山昌亮、リイドコミック爆）
- レベルE（冨樫義博、週刊少年ジャンプ）
- レムリア -海の黙示録-（岸大武郎、週刊コミックバンチ）
- レモンエンジェル（わたべ淳、週刊ヤングジャンプ）
- レモンの季節（里中満智子、なかよし）
- レモンの休日（竹田真理子、なかよし）
- れもん白書（吉田まゆみ、mimi）
- 恋愛カタログ（永田正実、別冊マーガレット）
- 恋愛向上委員会 ジューシーフルーツ（有沢遼、なかよし）
- レンアイ至上主義（水波風南、少女コミック）
- 恋愛ジャンキー（葉月京、ヤングチャンピオン）
- 恋愛出世絵巻 えん×むす（瀬口たかひろ、週刊少年チャンピオン）
- 恋愛ディストーション（犬上すくね、May、YKアワーズライト）
- 恋愛内科25時（松苗あけみ、COMIC MIU）
- 恋愛のばか（高瀬志帆、FEEL YOUNG）
- レンアイ漫画家（原作：西田大輔（AND ENDLESS）、山崎紗也夏、モーニング）
- RANGEMAN（モリタイシ、週刊少年サンデー）
- 煉獄女子（室井まさね、Webコミックガンマ）
- 煉獄のカルマ（原作：廣瀬俊、漫画：春場ねぎ、週刊少年マガジン）
- 連続漫画小説 あさドラ!（浦沢直樹、ビッグコミックスピリッツ）
- レンタルきゅーと（白雪しおん、まんがタイムきららMAX）
- レンタルマギカ（成宮アキホ、月刊Asuka）
- レンタルマギカ from SOLOMON（MAKOTO2号、月刊コンプエース）

## ろ
- ロイアルミストブレード（大星由良、委託市場ドットコム）
- LAWMAN（伊藤明弘、ヤングアニマル）
- ローズ×マリー（浦瀬しおじ、コミックヴァルキリー）
- ローズメリーホテル空室有り（西炯子、プチフラワー）
- ローゼンメイデン（PEACH-PIT、月刊コミックバーズ→週刊ヤングジャンプ）
- 覇-LORD-（原作：武論尊、作画：池上遼一、ビッグコミックスペリオール）
- ロープボール（原作・川原裕聖、作画・波多野秀行、ビッグコミックスピリッツ）
- ろーぷれぐるぐる（きゆづきさとこ、月刊ドラゴンマガジン）
- Roma君（ベリッシモ・フランチェスコ・喜広、NHKイタリア語講座テキスト）
- ローラカイザー（高河ゆん、プリンセスGOLD）
- 62日の砂時計（曽根原澄子、なかよし）
- 六条さんちのアトリビュート（セトユーキ、まんがタイムきららMAX）
- ろくでなしBLUES（森田まさのり、週刊少年ジャンプ）
- 六道の悪女たち（中村勇志、週刊少年チャンピオン）
- 六門天外モンコレナイト（原作：安田均・グループSNE、作画：西川秀明、月刊ドラゴンジュニア）
- ロケットでつきぬけろ!（キユ、週刊少年ジャンプ）
- R・PRINCESS（安西信行、週刊少年サンデー）
- ロケットマン（加藤元浩、月刊少年マガジン）
- ロケットマン（水木しげる）
- ろこモーション（小山田いく、こどもの光）
- ロザリオとバンパイア（池田晃久、月刊少年ジャンプ→ジャンプスクエア）
- LOST+BRAIN（原作：藪野続久、作画：大谷アキラ、週刊少年サンデー）
- LOST MAN（草場道輝、週刊ヤングサンデー・ビッグコミックスピリッツ）
- ロストワールド（手塚治虫）
- ロダンのココロ（内田かずひろ、朝日新聞・週刊朝日）
- ロッカーのハナコさん（石井まゆみ）
- 六華のささやき（福原ふみよ、なかよし）
- ロッカメルト フィアンセは雪男（藤間麗、Cheese!）
- ロッキーの花よめ（原ちえこ、なかよし）
- ロッキン★ヘブン（酒井まゆ、りぼん）
- ロッキンユー!!!（石川香織、少年ジャンプ+）
- ロックマン（池原しげと、コミックボンボン・デラックスボンボン）
- ロックマン8（出月こーじ、コミックボンボン）
- ロックマンX（岩本佳浩、月刊コロコロコミック）
- ロックマン&フォルテ（出月こーじ、コミックボンボン）
- ロックマンエグゼ（鷹岬諒、月刊コロコロコミック）
- ロックマンゼロ（舵真秀斗、別冊コロコロコミック）
- ロックマンMANIAX（有賀ヒトシ、コミックボンボン）
- ロックマンメガミックス（有賀ヒトシ、コミックボンボン）
- ロックマン 甦るブルース（池原しげと、デラックスボンボン）
- ロックマンリミックス（有賀ヒトシ、コミックボンボン）
- ロックンゲームボーイ（池原しげと、コミックボンボン）
- ロッテのおもちゃ!（葉賀ユイ、電撃「マ）王）
- ろぼおっ!（小田太郎、コミックボンボン）
- ロボこみ（やぎさわ景一、週刊少年チャンピオン）
- ロボタン（森田拳次、少年画報）
- ロボッ太くん（とりいかずよし、月刊コロコロコミック）
- ロボット刑事（石ノ森章太郎、週刊少年マガジン）
- ロボット三等兵（前谷惟光、少年クラブ）
- ロボットボーイズ（原作：七月鏡一、作画：上川敦志、週刊少年サンデー）
- ろぼっとポリスゴヨーダくん（玉井たけし、月刊コロコロコミック）
- ロボとうさ吉（加藤和恵、月刊少年シリウス）
- 浪漫倶楽部（天野こずえ、月刊少年ガンガン）
- 浪漫三重奏（あわ箱、別冊少年マガジン）
- Romancers（浅美裕子、週刊少年ジャンプ）
- ろまんす五段活用（藤田和子、週刊少女コミック）
- ロマンティック食堂（尾玉なみえ）
- ROM-レス。（白雪しおん、まんがタイムきららなど）
- ろりーた絶対王政（三嶋くるみ、まんがタイムきららフォワード）
- ロリコンフェニックス（松林悟、月刊ドラゴンエイジ）
- ろりぽ∞（仏さんじょ、Comic REX）
- ロロッロ（桜井のりお、週刊少年チャンピオン）
- 龍-RON-（村上もとか、ビッグコミックオリジナル）
- ロン先生の虫眼鏡（原作：光瀬龍、作画：加藤唯史、週刊少年チャンピオン→月刊少年チャンピオン）
- ロンタイBABY（高口里純、mimi）
- 倫敦館夜想曲（野村あきこ）
- 倫敦館夢だより（竹田真理子、なかよし）
- 倫敦魔魍街（JET）
- ロンよりチョンボ（福山庸治）
- 論理少女（つじ要、月刊少年シリウス）